# Ulica Ujastek w Krakowie
Ulica Ujastek – ulica w Krakowie, przebiegająca przez dzielnicę XVIII Nowa Huta i dzielnicę XVII Wzgórza Krzesławickie.

## Przebieg
Ulica zaczyna swój bieg na skrzyżowaniu z ul. Karola Łowińskiego. Następnie biegnie w kierunku południowym, gdzie ogranicza teren zajezdni tramwajowej Nowa Huta. Dalej krzyżuje się z ul. Mrozową, którą biegnie dawne torowisko tramwajowe od ul. Ujastek do pętli tramwajowej „Walcownia”. Ulica kończy swój bieg na skrzyżowaniu z al. Solidarności, przy głównym wejściu do Huty im. Tadeusz Sendzimira.

## Infrastruktura
Ulica Ujastek jest dwupasmową drogą z torowiskiem tramwajowym do pętli „Zajezdnia Nowa Huta”. Na ulicy zlokalizowano trzy przystanki tramwajowo-autobusowe – „Zajezdnia Nowa Huta” (przy zajezdni tramwajowej Nowa Huta) oraz „Kombinat” (przy Hucie im. Tadeusza Sendzimira).
W 1955 roku w ciągu ulicy oddano niewielki fragment torowiska tramwajowego, do skrzyżowania z ul. Mrozową do pętli „Walcownia”. W 1969 roku na całej długości wybudowano torowisko w związku z budową zajezdni tramwajowej Nowa Huta.

## Galeria

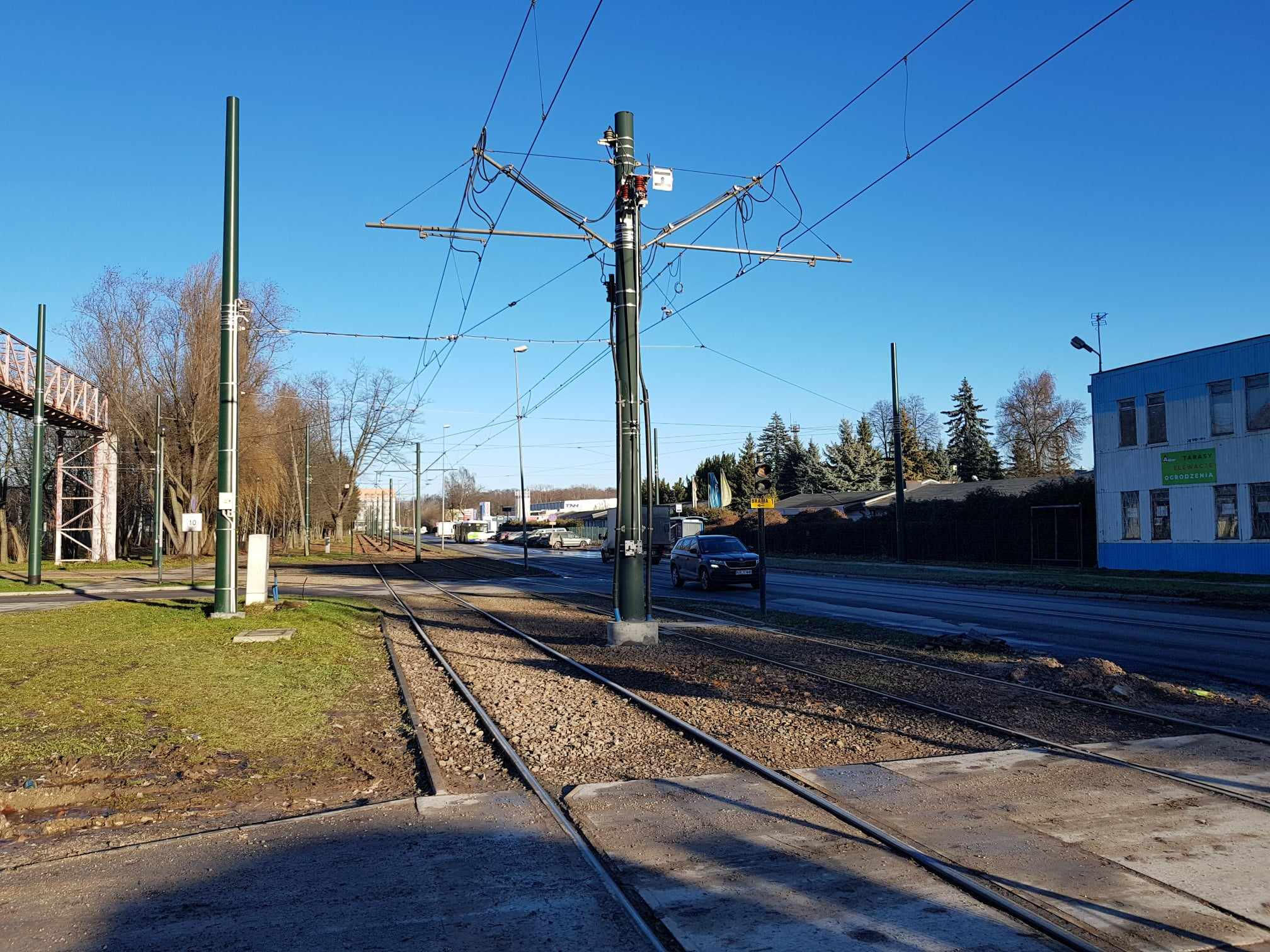
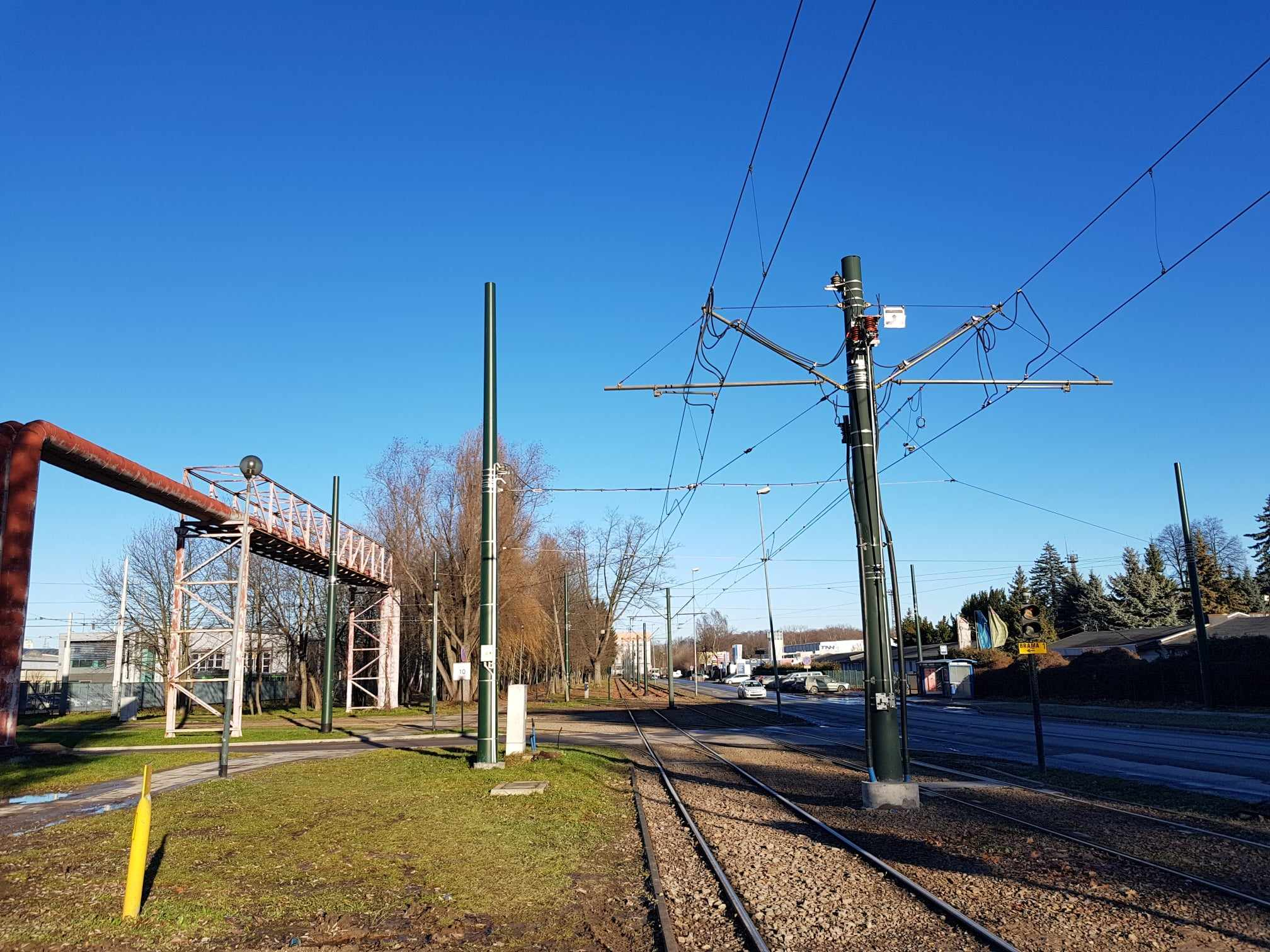
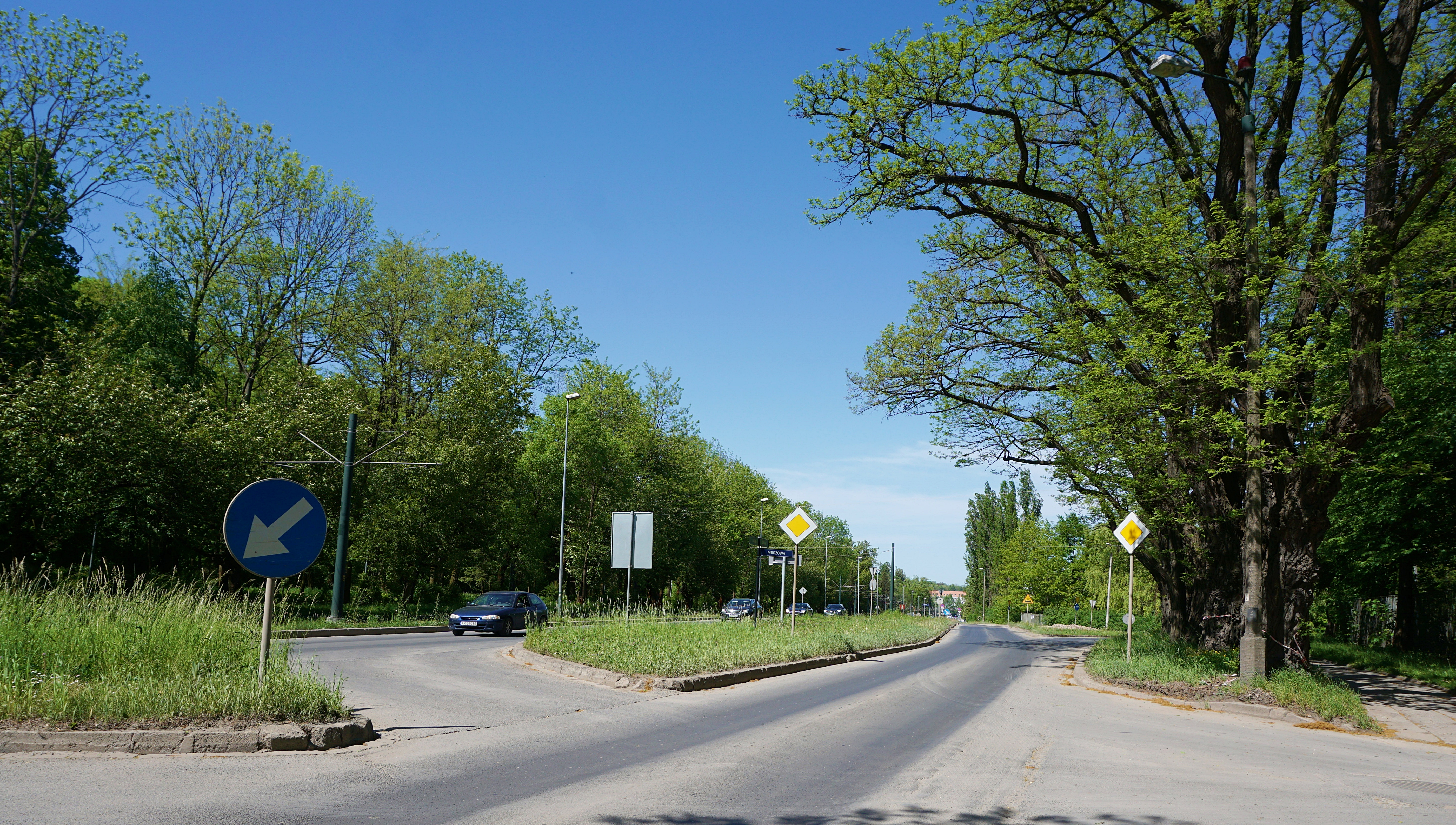
Widok na północ od skrzyżowania z ul. Mrozową